# Hyperoodontinae
Hyperoodontinae – podrodzina ssaków morskich z rodziny zyfiowatych (Ziphiidae).

## Podział systematyczny
Do podrodziny należą następujące występujące współcześnie rodzaje:
- Hyperoodon de Lacépède, 1804 – butlogłów
- Indopacetus J.C. Moore, 1968 – tropikowal – jedynym przedstawicielem jest Indopacetus pacificus (H.A. Longman, 1926) – tropikowal dziobogłowy
- Mesoplodon P. Gervais, 1850 – dziobowal

Opisano również rodzaje wymarłe:
- Africanacetus Bianucci, Lambert & Post, 2007[17]
- Ihlengesi Bianucci, Lambert & Post, 2007[18] – jedynym przedstawicielem był Ihlengesi saldanhae Bianucci, Lambert & Post, 2007
- Khoikhoicetus Bianucci, Lambert & Post, 2007[18]